# Klara Ludwika Szczęsna
Klara Ludwika Szczęsna, nacida como Ludwika Szczęsna también conocida como Hermana Ludwika fue una religiosa polaca que vivió en Cracovia y fundó la Congregación de las Hermanas Siervas del Sacratísimo Corazón de Jesús. Tomó el nombre de "Klara" cuando se hizo monja. Fue declarada Venerable por el papa Benedicto XVI el 20 de diciembre de 2012 y fue beatificada en el santuario de San Juan Pablo II en Cracovia, el 27 de septiembre de 2015 por el papa Francisco.

## Historia
Ludwika Szczęsna nació en Cieszki (Polonia) el 18 de julio de 1863 como la sexta de siete hijos de Antoni Szczęsny y Franciszka Skorupska. Su madre supervisó su educación en casa, pero esta se truncó con la muerte de su madre cuando ella tenía doce años. Continuó viviendo con su padre aunque con su segunda esposa.
Su padre quiso arreglar un matrimonio para ella cuando ella tenía diecisiete años, pero ella se opuso y le anunció su intención de seguir su vocación y convertirse en religiosa profesa. Dejó su casa en ese momento para seguir su vocación y trabajó como costurera hasta los 22 años en Mlawa. Ella, en ese momento, se convirtió en una estudiante espiritual de Honorat Koźminski. Se unió a las Siervas de Jesús en 1885 y trabajó como sastre además de servir como superiora del capítulo local. Pronto se le encomendó la tarea de administrar un refugio para mujeres en Cracovia.
Ludwika pronto conoció a Józef Sebastian Pelczar en 1893 y los dos establecieron su propia congregación religiosa el 15 de abril de 1894, la Congregación de las Siervas del Sacratísimo Corazón de Jesús. El nombre oficial de la congregación en español es Siervas del Sagrado Corazón de Jesús
Fue después de la fundación que asumió el nombre de "Klara" en honor a Santa Clara de Asís. El lema que se seleccionó para la nueva orden fue "Todo por el Corazón de Jesús". Fue la primera Superiora General y abrió más de 30 casas con el objetivo de atender tanto a mujeres como a enfermos; este trabajo se intensificó con el estallido de la Primera Guerra Mundial.
Murió en Cracovia el 7 de febrero de 1916 durante la Primera Guerra Mundial. Józef Pelczar continuó su trabajo después de su muerte hasta que murió en 1924.

## Beatificación
El proceso de beatificación se inició el 7 de abril de 1994 a pesar de que el proceso local en Cracovia había comenzado el 25 de marzo de 1994. El proceso concluyó su trabajo el 15 de abril de 1996 y fue ratificado el 13 de diciembre de 1996. La Positio - documentación recopilada en el proceso - fue presentada a la Congregación para las Causas de los Santos en Roma en 2002.
El papa Benedicto XVI aprobó que había vivido una vida de virtudes heroicas y la proclamó Venerable el 20 de diciembre de 2012.
El milagro requerido para la beatificación fue investigado en un proceso que se extendió desde el 25 de abril de 2004 hasta el 20 de marzo de 2007. El proceso fue ratificado en 2008 con la documentación enviada a Roma. El Papa Francisco aprobó el milagro el 5 de junio de 2015, lo que le permitió ser beatificada. Fue beatificada el 27 de septiembre de 2015.